# CEFL – sezona 2013.
Central European Football League je svoje osmo izdanje imala 2013. godine. 

Sudjelovala su četiri kluba iz Mađarske, Slovenije i Srbije. Prvakom je postala momčad SBB Vukovi iz Beograda.

## Sudionici
- Docler Wolves - Budimpešta
- Ljubljana Silverhawks - Ljubljana
- SBB Vukovi - Beograd
- Kragujevac Wild Boars - Kragujevac

## Ligaški dio
| mj | klub                  | ut | pob | por | poen+ | poen- |
| -- | --------------------- | -- | --- | --- | ----- | ----- |
| 1. | SBB Vukovi            | 6  | 6   | 0   | 288   | 110   |
| 2. | Kragujevac Wild Boars | 6  | 4   | 2   | 195   | 163   |
| 3. | Ljubljana Silverhawks | 6  | 2   | 4   | 173   | 196   |
| 4. | Docler Wolves         | 6  | 0   | 6   | 112   | 299   |

## CEFL Bowl
| pobjednik  | rez. | poraženi              |
| ---------- | ---- | --------------------- |
| SBB Vukovi | 42:0 | Kragujevac Wild Boars |

## Poveznice i izvori
- Central European Football League
- european-league.com, CEFL 2013., rezultati  Arhivirana inačica izvorne stranice od 2. kolovoza 2014. (Wayback Machine)
- european-league.com (arhiva), CEFL 2013., poredak
- football-aktuell.de, CEFL 2013.
- Alpe Adria Football League 2013.